# Nemo (Künstler)

Nemo in der Rue du Chat qui Pêche, Paris, 5. Arr., 2010

Nemo (* 1947; † 15. September 2021 in Paris) war das Pseudonym eines französischen Graffiti- und Schablonenkünstlers in Paris. Hauptmotiv seiner Wandbilder ist der schwarze Gentleman.

## Wirken
Nemo, mit bürgerlichem Namen Serge Fauri und  von Beruf Informatiker, brachte in Paris seit den 1980er Jahren seine Bilder – ähnlich wie später der Brite Banksy mit seinen Stencils in Bristol und in London – mithilfe von Schablonen vorzugsweise auf alten und beschädigten Mauern sowie auf zugemauerten Türen und Fenstern an. In seinen Werken erscheint stets die schwarze Silhouette eines Mannes in Mantel und Hut, dazu dessen Accessoires wie Luftballon und Regenschirm in Rot nebst signiertem schwarzen Köfferchen und schwarzer Katze. Einzelne Motive wurden nicht selten an unterschiedlichen Orten wiederholt und den jeweiligen lokalen Kontexten angepasst. Zuweilen fährt die Silhouette Rad oder verliert die Skier im Schneegestöber.
Der Familienvater Fauri begann 1982, den Schulweg seines Sohnes in Belleville-Ménilmontant in Paris mit Wandmalereien zu verzieren; um 1990 entwarf er seinen „homme noir“, den schwarzen Gentleman. In den 1990er Jahren hielt Nemo sich in Bogotá und in Lissabon auf, wo sich seither auch Mauer-Werke von ihm befinden.
Gelegentlich arbeitete Nemo mit dem Maler Jérôme Mesnager zusammen und ließ dessen weiße Gliederpuppen-Figuren dem schwarzen Gentleman „begegnen“. An einigen Orten in Paris findet sich die schwarze Silhouette in Hut und Mantel mit Luftballon auch in Einklang mit einem exotischen Tier des Graffitikünstlers Mosko.
Er starb am 15. September 2021 in Paris.

## Rezeption
Antanas Mockus, kolumbianischer Philosoph und von 1995 bis 1997 Bürgermeister von Bogotá, beschrieb 1999 die Arbeiten von Nemo als „Herausforderung durch Bescheidenheit“: „Nemo sucht eine unwiederbringlich heikle und vorübergehende Beziehung von Person zu Person, betont aber die Uneigennützigkeit, die freie Natur der Beziehung.“ Der französische Schriftsteller Daniel Pennac erkannte 2006 in Nemos Pariser Werken deren „Bewegung, Leichtigkeit und Offenheit“, die einen Raum eröffneten, in den der Blick auf- und davonfliegen könne.